# Christoph Luchsinger
Christoph Luchsinger (* 7. Mai 1954; † 6. November 2019) war ein Schweizer Architekt. Er lebte und arbeitete in Luzern und Wien.

## Karriere
Christoph Luchsinger diplomierte in Architektur an der Eidgenössischen Technischen Hochschule Zürich (ETHZ). Er arbeitete als wissenschaftlicher Mitarbeiter und Dozent für Städtebaugeschichte bei Professor André Corboz an der ETHZ und als Redaktor der Zeitschrift Werk, Bauen + Wohnen. Er unterrichtete als Dozent am Zentrum Urban Landscape an der Zürcher Hochschule für Angewandte Wissenschaften in Winterthur (ZHAW) und als Gastprofessor an der ETHZ, TU Ljubljana und TU Graz. Ab 1991 führte er zusammen mit Max Bosshard ein Architekturbüro in Luzern. Christoph Luchsinger gilt zusammen mit Max Bosshard im deutschsprachigen Raum als einer der ersten, die das Phänomen der Ausdehnung der Siedlungsgebiete in die Landschaft thematisierten – ein Phänomen, das auch unter dem Namen Zwischenstadt breit diskutiert wurde. Von 2009 bis 2019 war Christoph Luchsinger Professor für Städtebau und Entwerfen an der TU Wien. Luchsinger verstarb am 6. November 2019 kurz nach seiner Pensionierung.

## Publikationen
- (mit Max Bosshard): Das Labyrinth von Aldo Rossi. In: Aldo Rossi und die Schweiz, architektonische Wechselwirkungen. gta Verlag, Zürich, 2010.
- Zweierlei Städte. In: Sophie Wolfrum, Winfried Nerdinger (Hrsg.): Multiple Cities. jovis, Berlin, 2008.
- (mit Max Bosshard): Zagreb Agram. In: Werk, Bauen + Wohnen. Ausgabe 9/2001.
- (mit Max Bosshard): Abdruck Ausdruck. Quart, Luzern, 2001.
- (mit Max Bosshard): Städtebau als Architekturproblem. In: Werk, Bauen + Wohnen. Ausgabe 11/1999.
- (mit Max Bosshard): Das Projekt im periurbanen Raum. In: Element. Ausgabe 31/1994.
- (mit Max Bosshard): Quand on soulève les jupes de la ville, on en voit le sexe. In: Quaderns. Ausgabe 186/1990.
- (mit Max Bosshard): Nicht Land, nicht Stadt: Ein Ausschnitt aus der Topographie des Schweizer Mittellandes. In: Werk, Bauen + Wohnen. Ausgabe 5/1990.
- (mit Max Bosshard): Die Einrichtung der Peripherie: Zürcher Wohnungsbau der 40er Jahre. In: archithese. Ausgabe 5/1982.
- (mit Max Bosshard): Pragmatisches Bauen. In: archithese. Ausgabe 6/1982.